# Nivaagaards Malerisamling
Nivaagaards Malerisamling ved siden af Nivågård i Nivå er et dansk kunstmuseum, etableret af godsejer Johannes Hage, der var privat kunstsamler og i 1908 overdrog samlingen til offentligheden i form af en selvejende institution.
I fundatsen fra 1908 for Den Hageske Stiftelse er det fastsat, at samlingen skal bevares som et offentligt tilgængeligt museum. Den oprindelige bygning fra 1903 af Johan Schrøder blev udvidet 1989 og 1992 ved kgl. bygningsinspektør David Bretton-Meyer.
Samlingen rummer værker bl.a. fra den hollandske guldalder: Rembrandt, Jan Steen, Egbert van Drielst, Jan van Goyen, Pieter de Hooch, Gabriel Metsu og Salomon van Ruysdael. Den tyske skole er repræsenteret med bl.a. Lucas Cranach den ældre, mens også Pieter Brueghel den yngre er repræsenteret. Fra den italienske renæssance findes værker af Giovanni Bellini og Tizian, fra den franske skole af Claude Lorrain, fra Danmark bl.a. Nicolai Abildgaard og Jens Juel og fra den danske guldalder, bl.a. af C.W. Eckersberg, Constantin Hansen, Christen Købke, J.Th. Lundbye, Wilhelm Marstrand, Martinus Rørbye og H.W. Bissen.
I 1999 blev samlingens værker af Rembrandt og Bellini stjålet ved et kendt kunstkup. Siden kom værkerne tilbage igen. Kuppet gav stof til filmen Rembrandt. 
Se et udvalg af Værker fra Nivaagaards Malerisamling.

## Galleri
| |
| - Billeder fra samlingen - Pieter Brueghel den yngre: Hjemturen fra Kermesse, før 1638 - Jan van Goyen: Strandbillede 1638 Eksempel på valør- eller tonemaleri - Jens Juel: Landskab ved Øresund, 1800 I baggrunden ses Hven. |

| |
| - Wilhelm Marstrand: En fængselsscene i Rom, 1837 - Martinus Rørbye: En siddende nubier, fra Rom 1839 - Heinrich Hansen: Riddersalen på Frederiksborg Slot, 1859 Før branden |